# Delphinium umbraculorum
Delphinium umbraculorum là một loài thực vật có hoa trong họ Mao lương. Loài này được H.F.Lewis & Epling mô tả khoa học đầu tiên năm 1954.